# Райхенбах (Верхня Франконія)
Райхенбах (нім. Reichenbach) — громада в Німеччині, розташована в землі Баварія. Підпорядковується адміністративному округу Верхня Франконія. Входить до складу району Кронах. Складова частина об'єднання громад Тойшніц.
Площа — 8,65 км2. Населення становить 650 ос. (станом на 31 грудня 2020).